# Jean-Claude Brialy
Jean-Claude Brialy (30 de marzo de 1933 - 30 de mayo de 2007) fue un actor, director, guionista y escritor de nacionalidad francesa.
Formado en la Nouvelle vague, actuó en más de cien películas en el transcurso de una carrera iniciada en 1956 durante la cual trabajó a las órdenes de directores como Louis Malle, Claude Chabrol, François Truffaut, Éric Rohmer o Philippe de Broca. Artista principal (El bello Sergio) o actor de reparto, fue nominado al César al mejor actor secundario por Le juge et l'assassin en 1977, consiguiendo el premio por Les Innocents.

## Biografía

### Formación
Nacido en Sour El Ghozlane, Argelia, sus padres era Roger Brialy, un oficial francés, y Suzanne Abraham. Vivió también en Blida y en Bône (actual Annaba), ambas ciudades argelinas, y en 1943 en Marsella. La familia se instaló posteriormente en Angers, en la calle Mirabeau. Jean-Claude y su hermano estudiaron en el Liceo David-d'Angers (donde empezó a interesarse por la actuación, según su autobiografía), pasando sus vacaciones en casa de sus abuelos en Chambellay o en Issoire, en casa de sus abuelos maternos.
En 1946 ingresó en el Pritaneo Nacional Militar, en La Flèche, antes de mudarse a Saint-Étienne, estudiando finalmente en el colegio episcopal Saint-Étienne de Estrasburgo, donde hizo también cursos de arte dramático, su pasión, contra el deseo de su padre, coronel, que quería que hiciera la carrera militar.
Brialy obtuvo el primer premio de comedia en el Conservatorio de Estrasburgo, ingresando después en el Centro de Arte Dramático del Este, donde interpretó diferentes papeles teatrales. Durante su servicio militar en Baden-Baden, fue destinado al servicio cinematográfico del ejército en Alemania, pudiendo así rodar su primer cortometraje en 1954, Chiffonard et Bon Aloi. Finalizado el servicio militar, en noviembre de 1954 se fue solo a París, pues sus padres no aprobaban su vocación en el mundo del espectáculo.

### Del cine a la televisión
En París se mantenía gracias a pequeños trabajos, negándose sus padres a prestarle ayuda. Frecuentaba el grupo de Cahiers du Cinéma, y actuó en el cortometraje Le Coup du berger, de Jacques Rivette. Tras ser ayudante de dirección en prácticas en la película French Cancan (1954), de Jean Renoir, a partir de entonces hizo múltiples actuaciones, participando, entre otras producciones, en Elena et les Hommes, de Jean Renoir (1956, fuente de una gran decepción, ya que su escena fue cortada durante el montaje, y él quería impresionar a su familia), Ascensor para el cadalso (de Louis Malle, 1957) y, sobre todo, El bello Sergio y Les Cousins (ambas de Claude Chabrol), filmes con los que ganó la celebridad.
En 1955, y gracias a la ayuda financiera de Claude Chabrol y François Truffaut, adquirió una finca en Monthyon, cerca de Meaux, que había conocido gracias a Marie-José Nat. A causa de una mala caída ocurrida durante el rodaje de El bello Sergio, hubo de ser intervenido quirúrgicamente y pasar varios meses de convalecencia. Fue en su propiedad donde Jacques Chazot, enfermo de un cáncer de garganta, pasó los últimos años de su vida antes de fallecer en 1993. Amigo de numerosos artistas, y apreciado tanto por sus compañeros como por el público, Jean-Claude Brialy compró en 1966 un viejo pub de la île Saint-Louis, en París, que transformó en restaurante con el nombre de «L'Orangerie», lugar de vida nocturna que vio desfilar a gran número de artistas franceses y extranjeros.
Brialy fue un actor apreciado por los directores de la Nouvelle Vague, actuando para Jean-Luc Godard en Une femme est une femme, para Éric Rohmer en Le genou de Claire, y para François Truffaut en La novia vestía de negro. Fue muy amigo de François Truffaut, el cual, en 1968, pidió a Marcel Berbert y a Brialy ser testigos en su boda con Claude Jade.
En 1971 dirigió su primera película, Églantine, que rodó en Chambellay, población de la cual eran nativos sus abuelos. En 1973 dirigió Volets clos, y en julio de 1979 rodó para la televisión Les Malheurs de Sophie, rodada en el castillo de Lorie, en La Chapelle-sur-Oudon.

### Teatro y escritura

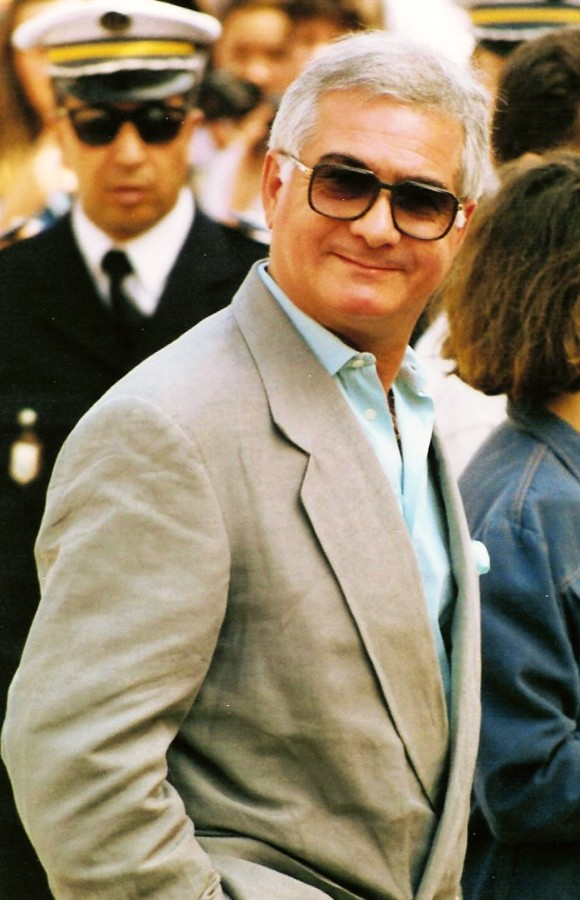
Jean-Claude Brialy en el Festival de Cannes 1992

Director del Théâtre Hébertot (1977) y después del Théâtre des Bouffes-Parisiens (desde 1986 hasta su muerte, fue director su compañero Bruno Finck), fue durante mucho tiempo director artístico del Festival d'Anjou (1985-2001), además de creador y director artístico del Festival de Ramatuelle a partir de 1985.
En 2000 y 2004 escribió dos libros autobiográficos que fueron un éxito editorial: Le Ruisseau des singes (éd. Robert Laffont), en el que evocaba su infancia en Chambellay) y J’ai oublié de vous dire (XO éditions). En 2006, tras viajar a su país natal, publicó Mon Algérie (Timée éditions). Además, escribió las antologías Les Pensées les plus drôles des acteurs y Les Répliques les plus drôles du théâtre de boulevard (Le Cherche-Midi).
Personalidad del Tout-Paris, intervino también en numerosos programas radiofónicos y televisivos, entre ellos Les Grosses Têtes, de Philippe Bouvard, en RTL.
Su amistad con los artistas hizo que asistiera a numerosos entierros de famosos, hasta el punto de que su amigo Thierry Le Luron le apodó «la Mère Lachaise» (en referencia al célebre Cementerio del Père-Lachaise y a su homosexualidad).
A partir de los años 1970 fue el confidente de grandes estrellas como Arletty o Jean Gabin, adquiriendo un saber enciclopédico sobre el mundo del espectáculo, el cual no tuvo tiempo de transcribir en forma de libro. Aun así, entre 2000 y 2007 publicó una gran parte de sus conocimientos y anécdotas en publicaciones de carácter autobiográfico (entre ellas Le ruisseau des singes en 2000).

### Últimos años

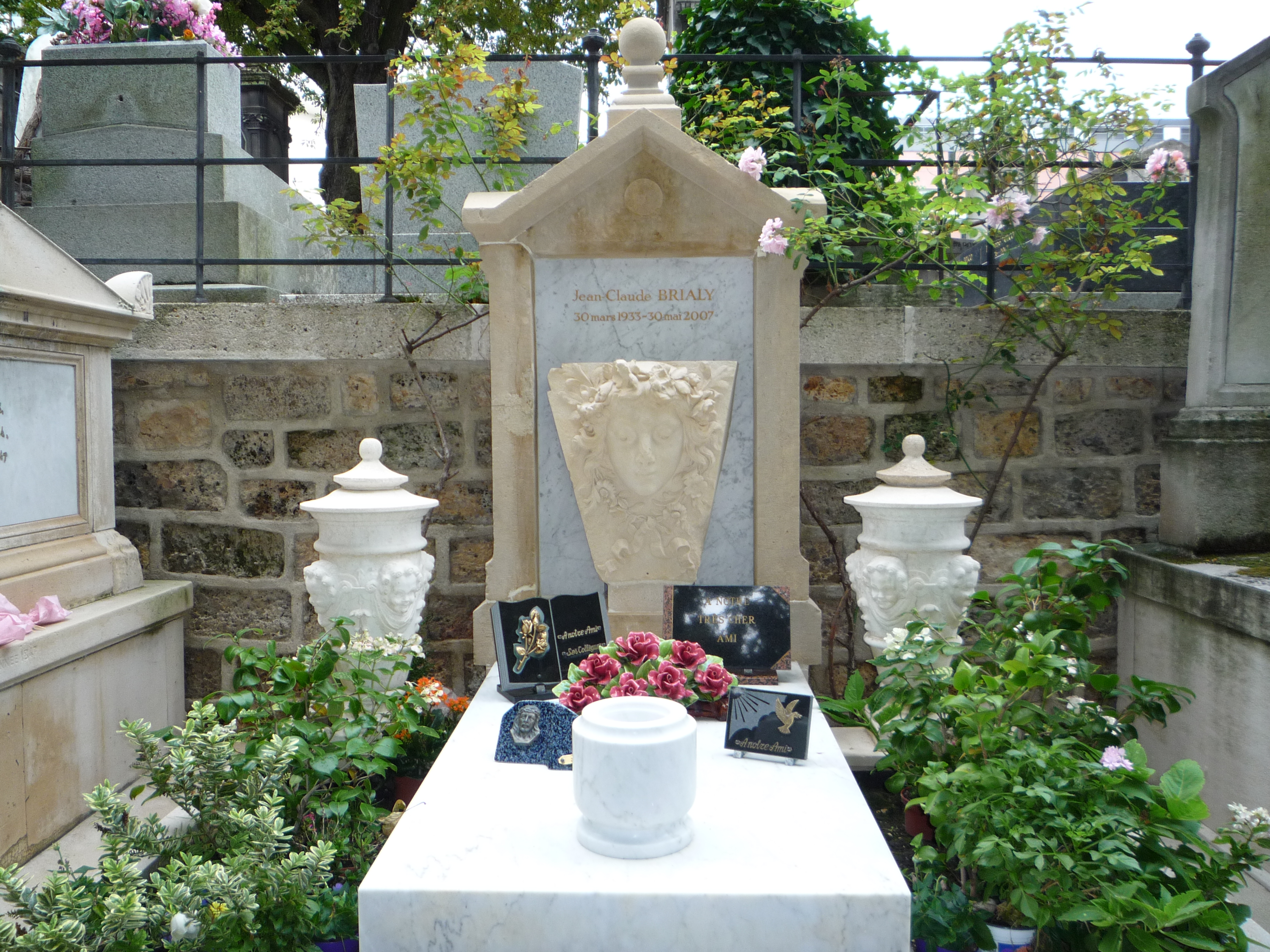
Tumba de Jean-Claude Brialy en el Cementerio de Montmartre, en París

Brialy rodó su último telefilm en 2006, Monsieur Max, de Gabriel Aghion. Unos días antes de fallecer estuvo en Cannes con ocasión de los 60 años del festival de cine de la ciudad, participando en el programa de Philippe Bouvard, Les Grosses Têtes.
Entre 2006 y 2007 apoyó la candidatura de Nicolas Sarkozy a la presidencia de la República, asistiendo a numerosos mítines del político. Nicolas Sarkozy fue elegido presidente pocos días antes de la muerte del actor, a cuyo funeral asistió personalmente.
Jean-Claude Brialy falleció en Monthyon, Francia, el 30 de mayo de 2007 a causa de un cáncer de mandíbula, no habiendo dado a conocer su enfermedad a nadie, ni siquiera a sus allegados. Su funeral se celebró en la Iglesia Saint-Louis-en-l'Île el 4 de junio de 2007, asistiendo a la misma numerosas celebridades. Fue enterrado en el Cementerio de Montmartre, justo al lado de la célebre Marie Duplessis.

### Vida privada
Su homosexualidad, largo tiempo oculta a su padre y al mundo del cine, fue reivindicada tras aparecer en 2000 su autobiografía Le Ruisseau des singes. Declaró a la revista Têtu en mayo de 2005 que al principio de su carrera era tabú. En 1994, Jean-Claude Brialy participó en el doblaje del film Las aventuras de Priscilla, reina del desierto, que trata sobre un tema homosexual, dando voz al actor Terence Stamp.
Opuesto al Matrimonio entre personas del mismo sexo, pero favorable a un Pacte civil de solidarité mejorado, Brialy estuvo también involucrado en la lucha contra el VIH/sida, destacando su colaboración con Line Renaud, trabajando como portavoz de Sidaction.
En 2013, Bruno Finck, su último compañero y su heredero, subastó el contenido del apartamento de la Île Saint-Louis que compartía con el actor. La villa de Meaux recibió como legado su propiedad en Monthyon y su colección de objetos.

## Teatro

### Actor
- 1958 : Les portes claquent, de Michel Fermaud, escenografía de Christian-Gérard, Théâtre Daunou
- 1962 : Un dimanche à New-York, de Norman Krasna, escenografía de Jacques Sereys, Théâtre du Palais-Royal
- 1965 : Madame Princesse, de Félicien Marceau, escenografía del autor, Théâtre du Gymnase Marie-Bell
- 1966 : Madame Princesse, de Félicien Marceau, escenografía del autor, Théâtre des Célestins
- 1968–1970 : La Puce à l'oreille, de Georges Feydeau, escenografía de Jacques Charon, Théâtre Marigny, Théâtre du Palais-Royal y Théâtre des Célestins
- 1971 : Le Ciel de lit, de Jan de Hartog, escenografía de Jacques Charon, Théâtre du Palais-Royal
- 1974 : L'Hôtel du libre échange, de Georges Feydeau, Théâtre Marigny
- 1977 : Si t'es beau, t'es con, de Françoise Dorin, escenografía de Jacques Rosny, Théâtre Hébertot
- 1980 : Madame est sortie, de Pascal Jardin, escenografía de Pierre Boutron, Teatro de los Campos Elíseos
- 1984 : Désiré, de Sacha Guitry, escenografía de Jean-Claude Brialy, Théâtre Édouard VII
- 1986 : Le Nègre, de Didier van Cauwelaert, escenografía de Pierre Boutron, Théâtre des Bouffes-Parisiens
- 1989 : L'Illusionniste, de Sacha Guitry, escenografía de Jean-Luc Moreau, Théâtre des Bouffes-Parisiens
- 1992 : La Jalousie, de Sacha Guitry, escenografía de Jean-Claude Brialy, Théâtre des Bouffes-Parisiens, Théâtre du Gymnase (Marsella), Théâtre des Célestins y Festival de Ramatuelle
- 1994 : Show bis, de Neil Simon, escenografía de Georges Wilson, Théâtre des Bouffes-Parisiens
- 1996 : Monsieur de Saint-Futile, de Françoise Dorin, escenografía de Jean-Luc Moreau, Théâtre des Bouffes-Parisiens y gira
- 1999 : Mon père avait raison, de Sacha Guitry, escenografía de Jean-Claude Brialy, Théâtre des Bouffes-Parisiens
- 2002 : Poste restante, de Noël Coward, escenografía de Daniel Roussel, Théâtre du Palais-Royal
- 2005 : J'ai oublié de vous dire, de Jean-Claude Brialy, Théâtre des Bouffes-Parisiens, Festival d'Anjou y gira

### Director
- 1979 : La Fugue, de Francis Lacombrade y Bernard Broca, música de Alexis Weissenberg, Teatro de la Porte Saint-Martin
- 1984 : Désiré, de Sacha Guitry, Théâtre Édouard VII
- 1992 : La Jalousie, de Sacha Guitry, Théâtre des Bouffes-Parisiens
- 1992 : La Puce à l'oreille, de Georges Feydeau, Théâtre de la Michodière
- 1994 : El baile de los ladrones, de Jean Anouilh, Festival d'Anjou
- 1994 : La Source bleue, de Pierre Laville, Théâtre Daunou
- 1996 : L'Invitation au château, de Jean Anouilh
- 1999 : Mon père avait raison, de Sacha Guitry, Théâtre des Bouffes-Parisiens
- 1999 : Le Sexe faible, de Édouard Bourdet
- 2000 : Los padres terribles, de Jean Cocteau

## Filmografía

### Actor

#### Cine
- 1954 : Chiffonard et Bon Aloi, de Pierre Lhomme
- 1954 : Paris, mon copain, de Pierre Lhomme
- 1956 : Les Mauvaises Rencontres, de Alexandre Astruc
- 1956 : Notre-Dame de Paris, de Jean Delannoy
- 1956 : Elena et les Hommes, de Jean Renoir
- 1956 : Le Coup du berger, de Jacques Rivette
- 1956 : La Sonate à Kreutzer, de Éric Rohmer
- 1956 : Tous les garçons s'appellent Patrick, de Jean-Luc Godard
- 1956 : Les Surmenés, de Jacques Doniol-Valcroze
- 1957 : Une histoire d'eau, de Jean-Luc Godard y François Truffaut
- 1957 : L'Ami de la famille, de Jack Pinoteau
- 1957 : Tous peuvent me tuer, de Henri Decoin
- 1957 : Méfiez-vous fillettes, de Yves Allégret
- 1957 : Amour de poche, de Pierre Kast
- 1957 : Le Triporteur, de Jack Pinoteau
- 1957 : Ascensor para el cadalso, de Louis Malle
- 1957 : Cargaison blanche, de Georges Lacombe
- 1958 : L'École des cocottes, de Jacqueline Audry
- 1958 : Et ta sœur, de Maurice Delbez
- 1958 : Christine, de Pierre Gaspard-Huit
- 1958 : Paris nous appartient, de Jacques Rivette
- 1958 : Les Amants, de Louis Malle
- 1958 : El bello Sergio, de Claude Chabrol
- 1959 : Les Garçons, de Mauro Bolognini
- 1959 : Les Cousins, de Claude Chabrol
- 1959 : Los 400 golpes, de François Truffaut
- 1959 : Le Chemin des écoliers, de Michel Boisrond
- 1959 : Les Yeux de l'amour, de Denys de La Patellière
- 1960 : Le Bel Âge, de Pierre Kast
- 1960 : Le Gigolo, de Jacques Deray
- 1961 : Les Godelureaux, de Claude Chabrol
- 1961 : Adieu Philippine, de Jacques Rozier
- 1961 : Les lions sont lâchés, de Henri Verneuil'
- 1961 : Les Amours célèbres, de Michel Boisrond, sketch Agnès Bernauer
- 1961 : Una mujer es una mujer (Une femme est une femme), de Jean-Luc Godard
- 1961 : Le Puits aux trois vérités, de François Villiers
- 1961 : Les Petits Matins, de Jacqueline Audry
- 1961 : Aimez-vous Brahms…?, de Anatole Litvak
- 1962 : L'Éducation sentimentale, de Alexandre Astruc
- 1962 : Les Sept Péchés capitaux, sketch L'Avarice, de Claude Chabrol
- 1962 : Les Veinards, sketch Le Gros Lot, de Jack Pinoteau
- 1962 : Carambolages, de Marcel Bluwal
- 1962 : Arsène Lupin contre Arsène Lupin, de Édouard Molinaro
- 1962 : Le Diable et les Dix Commandements, sketch Bien d'autrui ne prendras, de Julien Duvivier
- 1962 : La Chambre ardente, de Julien Duvivier
- 1962 : Cleo de 5 a 7, de Agnès Varda
- 1962 : La banda Casaroli, de Florestano Vancini
- 1962 : Vie privée, de Louis Malle
- 1962 : Tire-au-flanc, de Claude de Givray y François Truffaut
- 1962 : Vanina Vanini, de Roberto Rossellini
- 1963 : Le Glaive et la Balance, de André Cayatte
- 1964 : La Bonne Soupe, de Robert Thomas
- 1964 : La Ronde, de Roger Vadim
- 1964 : Un monsieur de compagnie, de Philippe de Broca
- 1964 : La Chasse à l'homme, de Édouard Molinaro
- 1964 : Château en Suède, de Roger Vadim
- 1964 : Tonio Kröger, de Rolf Thiele
- 1964 : Comment épouser un premier ministre, de Michel Boisrond
- 1964 : L'Amour à la chaîne, de Claude de Givray
- 1964 : La Bonne Occase, de Michel Drach
- 1965 : L'Amour à la mer, de Guy Gilles
- 1965 : Cent briques et des tuiles, de Pierre Grimblat
- 1965 : La mandrágora, de Alberto Lattuada
- 1965 : Je la connaissais bien, de Antonio Pietrangeli
- 1965 : Les Siffleurs, de Eino Ruutsabo
- 1966 : Rey de Corazones, de Philippe de Broca
- 1966 : I nostri mariti, sketch  Il marito di Olga, de Luigi Zampa
- 1966 : Un homme de trop, de Costa-Gavras
- 1967 : Le Plus Vieux Métier du monde, sketch Mademoiselle Mimi, de Philippe de Broca
- 1967 : Lamiel de Jean Aurel
- 1967 : La novia vestía de negro, de François Truffaut
- 1967 : Au diable les anges, de Lucio Fulci
- 1968 : Caroline chérie, de Denys de La Patellière
- 1968 : Manon 70, de Jean Aurel
- 1969 : Le Bal du comte d'Orgel, de Marc Allégret
- 1969 : Tout peut arriver, de Philippe Labro
- 1970 : La rodilla de Clara (Le Genou de Claire), de Éric Rohmer
- 1970 : Côté cour, côté jardin, de Guy Gilles
- 1971 : Une saison en enfer, de Nelo Risi
- 1971 : Cose di Cosa Nostra, de Steno
- 1972 : Un meurtre est un meurtre, de Étienne Périer
- 1973 : Un amour de pluie, de Jean-Claude Brialy – también guionista
- 1973 : L'Oiseau rare, de Jean-Claude Brialy – también guionista
- 1974 : Comme un pot de fraises, de Jean Aurel
- 1974 : El fantasma de la libertad, de Luis Buñuel
- 1975 : Barry Lyndon, de Stanley Kubrick
- 1975 : Un animal doué de déraison, de Pierre Kast
- 1975 : Catherine et Compagnie, de Michel Boisrond
- 1975 : Les Onze Mille Verges, de Éric Lipmann
- 1975 : Dreyfus ou l'Intolérable Vérité, de Jean Chérasse
- 1976 : El juez y el asesino, de Bertrand Tavernier
- 1976 : Les Œufs brouillés, de Joël Santoni
- 1976 : L'Année sainte, de Jean Girault
- 1976 : Barocco, de André Téchiné
- 1977 : Le Point de mire, de Jean-Claude Tramont
- 1977 : Julie pot de colle, de Philippe de Broca
- 1977 : L'Imprécateur, de Jean-Louis Bertuccelli
- 1977 : Enquête à l'italienne, de Steno
- 1977 : Pour Clémence, de Charles Brabant
- 1978 : Robert et Robert, de Claude Lelouch
- 1978 : La Chanson de Roland, de Frank Cassenti
- 1979 : Le Maître-nageur, de Jean-Louis Trintignant
- 1979 : Les Plus Grands Moments d'Hollywood, de Edward Shaw
- 1979 : Bobo Jacco, de Albert Bal
- 1979 : Cinématon, de Gérard Courant
- 1980 : L'Œil du maître, de Stéphane Kurc
- 1980 : Bobo la tête, de Gilles Katz
- 1980 : La Banquière, de Francis Girod
- 1981 : Les Uns et les Autres, de Claude Lelouch
- 1982 : La Nuit de Varennes, de Ettore Scola
- 1982 : Notre-Dame de la Croisette, de Daniel Schmid
- 1982 : La Fille de Trieste, de Pasquale Festa Campanile
- 1982 : Édith et Marcel, de Claude Lelouch
- 1982 : Mortelle Randonnée, de Claude Miller
- 1983 : La Crime, de Philippe Labro
- 1983 : Le Démon dans l'île, de Francis Leroi
- 1983 : Cap Canaille, de Juliet Berto y Jean-Henri Roger
- 1983 : Sarah, de Maurice Dugowson
- 1983 : Stella, de Laurent Heynemann
- 1983 : Papy fait de la résistance, de Jean-Marie Poiré
- 1984 : Pinot simple flic, de Gérard Jugnot
- 1984 : Le téléphone sonne toujours deux fois, de Jean-Pierre Vergne
- 1985 : Tueur de fous, de Guillaume Perotte
- 1985 : Le Mariage du siècle, de Philippe Galland
- 1985 : Le Quatrième Pouvoir, de Serge Leroy
- 1985 : L'Effrontée, de Claude Miller
- 1985 : Inspecteur Lavardin, de Claude Chabrol
- 1986 : Le Débutant, de Daniel Janneau
- 1986 : Hypothèse d'un soir, de Marie-Christine Fieni
- 1986 : Grand Guignol, de Jean Marbœuf
- 1986 : Suivez mon regard, de Jean Curtelin
- 1987 : Le Moustachu, de Dominique Chaussois
- 1987 : Lévy et Goliath, de Gérard Oury
- 1987 : Un homme et une femme : Vingt ans déjà, de Claude Lelouch
- 1987 : Maladie d'amour, de Jacques Deray
- 1987 : Les Innocents, de André Téchiné
- 1987 : Maschenka, de Jean de Goldschmidt
- 1988 : Au bonheur des chiens, de Duccio Tessari
- 1989 : Comédie d'été, de Daniel Vigne
- 1989 : Ripoux contre ripoux, de Claude Zidi
- 1990 : S'en fout la mort, de Claire Denis
- 1990 : Faux et usage de faux, de Laurent Heynemann
- 1991 : Août, de Henri Herré
- 1992 : Tous les garçons, de Étienne Faure
- 1993 : La reine Margot, de Patrice Chéreau
- 1993 : Monsieur Dior, de Frank Maubert y Mathias Ledoux
- 1994 : El monstruo, de Roberto Benigni
- 1994 : Une femme française, de Régis Wargnier
- 1994 : Sacha Guitry et ses femmes, de Pierre Philippe
- 1995 : Les Cent et Une Nuits de Simon Cinéma, de Agnès Varda
- 1995 : Beaumarchais, l'insolent, de Édouard Molinaro
- 1995 : Les Caprices d'un fleuve, de Bernard Giraudeau
- 1996 : Le Fils de Gascogne, de Pascal Aubier
- 1996 : Portraits chinois, de Martine Dugowson
- 1998 : Kennedy et moi, de Sam Karmann
- 1999 : L'Homme de ma vie, de Stéphane Kurc
- 1999 : Les Acteurs, de Bertrand Blier
- 1999 : Lettre à mon frère Guy Gilles, cinéaste trop tôt disparu, de Luc Bernard
- 2000 : Hommage à Alfred Lepetit, de Jean Rousselot
- 2000 : In extremis, de Étienne Faure
- 2001 : Competencia desleal, de Ettore Scola
- 2001 : C'est le bouquet !, de Jeanne Labrune
- 2001 : Les filles, personne s'en méfie, de Charlotte Silvera
- 2001 : South Kensington, de Carlo Vanzina
- 2002 : La Demi-Mondaine amoureuse, de Didier Dessapt
- 2003 : Les Clefs de bagnole, de Laurent Baffie
- 2003 : Aimez-moi les uns les autres
- 2004 : People, de Fabien Onteniente
- 2004 : Quoi ? L'Éternité, de Étienne Faure
- 2004 : Quartier VIP, de Laurent Firode
- 2006 : Mon dernier rôle, de Olivier Ayache-Vidal
- 2007 : Vous êtes de la police ?, de Romuald Beugnon

#### Televisión
- 1960 : Les Parents terribles, de Jean-Paul Carrère
- 1962 : Chéri, de François Chatel
- 1966 : Anna, de Pierre Koralnik
- 1966 : Carosello - All’ultimo sorso, de Mario Fattori y Edo Cacciari
- 1972 : Dans les jardins de Franc-Nohain, de Alain Frey
- 1974 : La Peur des coups, de Jeannette Hubert
- 1977 : Dancing Star, de Jacques Brialy
- 1980 : Arsène Lupin joue et perd, de Alexandre Astruc
- 1982 : Caméra une première, episodio L'Accompagnateur, de Pierre Boutron
- 1982 : Mozart, de Marcel Bluwal
- 1983 : Quelques hommes de bonne volonté, de François Villiers
- 1983 : Père Noël et fils, de André Flédérick
- 1984 : Désiré, de Dominique Giuliani
- 1984 : Die Schöne Wilhelmine, de Rolf Von Sydow
- 1984 : Ces chers disparus : Françoise Dorléac, de Denis Derrien
- 1985 : L'Herbe rouge, de Pierre Kast
- 1985 : Vivement Truffaut / Hommage à Truffaut, de Claude de Givray
- 1988 : François Truffaut : Correspondance à une voix, de Michèle Reiser
- 1989 : Les Deux Virus, de Bruno Gantillon
- 1989 : Le Nègre, de Yves-André Hubert
- 1989 : Le Clochard, de Stéphane Bertin y Boramy Tioulong
- 1990 : Ne m'oubliez pas : Hommage à Bernard Blier, de Mathias Ledoux
- 1990 : C'est quoi, ce petit boulot ?, de Michel Berny y Gian Luigi Polidoro
- 1990 : Ferbac
- 1990 : Mariage mortel, de Marc Rivière
- 1991 : Les Bains de jouvence, de Marc Rivière
- 1991 : Péché de jeunesse, de Bruno Gantillon
- 1991 : L'Illusionniste, de Michel Treguer
- 1991 : Échec et mat, de José-Maria Sanchez Silva
- 1991 : Lucas, de Nadine Trintignant
- 1993 : Le Mal des ardents, de Roland Verhavert
- 1993 : Carnaval des ténèbres, de Sylvain Madigan
- 1993 : Le Festin de miséricorde, de Christian Faure
- 1993 : Sandra, princesse rebelle, de Didier Albert
- 1994 : La Jalousie, de Patrick Bureau
- 1996 : Belmondo le magnifique, de Patrick Chammings
- 1997 : Les Héritiers, de Josée Dayan
- 1997 : La Grande Béké, de Alain Maline
- 1997 : Cannes… les quatre cents coups, de Gilles Nadeau
- 1997 : Les Jolies Colonies de vacances, de Stéphane Kurc
- 1998 : Ils sont tous nos enfants / Élisabeth, de Pasquale Squitieri
- 1998 : Le Comte de Monte Cristo, de Josée Dayan
- 1999 : Barbara, je chante ma vie, de Philippe Kohly
- 2000 : La Bicyclette bleue, de Thierry Binisti
- 2001 : Les Filles à papa, de Marc Rivière
- 2001 : Nadia Coupeau, dite Nana, de Édouard Molinaro
- 2002 : Le hasard fait bien les choses, de Lorenzo Gabriele
- 2002 : On ne choisit pas sa famille, de François Luciani
- 2004 : Président Ferrare : L’Affaire Valéra, de Alain Nahum
- 2004 : Président Ferrare : L’Affaire Denise Chabrier, de Alain Nahum
- 2004 : Le Plus Bel Homme du monde, de Serge Khalfon
- 2005 : Les Rois maudits, de Josée Dayan
- 2006 : Président Ferrare : L’Affaire Gilles d’Aubert, de Alain Nahum
- 2006 : Monsieur Max, de Gabriel Aghion

### Director

#### Cine
- 1971 : Églantine - también guionista
- 1973 : Les Volets clos
- 1973 : L'Oiseau rare – también guionista
- 1974 : Un amour de pluie  - también guionista
- 1983 : Un bon petit diable – también guionista con Didier Decoin

#### Televisión
- 1979 : La Nuit de l’été
- 1979 : Les Malheurs de Sophie
- 1981 : Cinq-Mars – también guionista
- 1995 : Vacances bourgeoises
- 1995 : Il ne faut jurer de rien
- 1997 : Georges Dandin
- 1998 : La Dame aux Camélias – también guionista
- 2003 : Les Parents terribles

## Premios y distinciones
Festival Internacional de Cine de San Sebastián
| Año  | Categoría                            | Película  | Resultado |
| ---- | ------------------------------------ | --------- | --------- |
| 1972 | Concha de Plata a la mejor dirección | Églantine | Ganador   |

### Condecoraciones
- Francia:
  - Comendador de la Legión de Honor
  - Comendador de la Orden Nacional del Mérito
  - Comendador de la Orden de las Artes y las Letras
- Mónaco : Comendador de la Orden del Mérito Cultural (noviembre de 2002)[9]

### Recompensas
- Premio Jean Deluc 1972 por su película Églantine
- Premios César de 1977 : nominado al César al mejor actor secundario por Le Juge et l'Assassin
- Premios César de 1988 : César al mejor actor secundario por Les Innocents
- Premio Ballantine de 1990